# Laphria aberrans
Laphria aberrans är en tvåvingeart som beskrevs av Wulp 1898. Laphria aberrans ingår i släktet Laphria och familjen rovflugor. Inga underarter finns listade i Catalogue of Life.